# José Luis Calderón
José Luis Calderón (La Plata, 24 de outubro de 1970) é um ex-futebolista argentino, que atuava como atacante.

## Carreira
Calderon integrou a Seleção Argentina de Futebol na Copa América de 1997 e 99.
Depois de defender o Argentinos Juniors em 2010 e vencer o Clausura 2010, ele anunciou sua aposentadoria do futebol profissional.

## Artilharias
Estudiantes
- Copa Libertadores: 2006 (5 gols)